# Lars Hjortshøj
Lars Hjortshøj Jakobsen (født 3. juni 1967 i Hinnerup) er en dansk stand-up komiker, skuespiller, tv- og radiovært.  Hans karriere startede i 1992, hvor han fik sin debut som komiker og har siden optrådt på tv i bl.a. Safari (1996), Casper & Mandrilaftalen (1999), Langt fra Las Vegas (2001-03), Klovn (2005-09) og Live fra Bremen (2009-12). Han spillede julemanden i TV 2's julekalendere Ludvig & Julemanden (2011) og Tvillingerne og Julemanden (2013) og har desuden haft roller i film som bl.a. Manden bag døren (2003), Oh Happy Day (2004), Klovn - The Movie (2010), Klovn Forever (2015), Dan-Dream (2017) og Klovn The Final (2020).
Hjortshøj har desuden været vært ved prisoverrækkelser, radiovært, bl.a. på Radio100 FM (2003-06), og tv-vært, bl.a. i underholdningsprogrammet Rundt på gulvet (2013-14).

## Karriere
Lars Hjortshøj blev student fra Marselisborg Gymnasium i 1987.
Han er blandt andet kendt for rollen som Robert Lange Dølhus i TV 2 Zulus sitcom Langt fra Las Vegas.
Lars Hjortshøj gik på Vivild efterskole i perioden 1982-1984, og var på udveksling gennem YFU i Raleigh, North Carolina i skoleåret 1984-1985. I USA fik han interesse for standupcomedy, hvilket har været vigtigt for hans karriere.
Han har også medvirket i tv-programmerne Safari og Casper & Mandrilaftalen, og han har desuden været holdkaptajn i underholdningsprogrammerne Ugen Der Gak og 9 ud af 10, sidstnævnte sammen med holdkaptajn Søren Østergaard og vært Casper Christensen.
Lars Hjortshøj var en af værterne på morgenradioprogrammet Morgenhyrderne på Radio 100FM fra programmets start i november 2003 indtil ultimo oktober 2006, hvor han forlod Radio 100FM til fordel for en ansættelse som morgenradiovært hos TV 2 Radio. På grund af en konkurrenceklausul var Hjortshøj væk fra radio, indtil Alletiders Morgen gik i luften den 30.juli 2007 med medværterne Gitte Madsen og Søren Rosenørn. Allerede den 12. oktober samme år meddelte TV 2, at Lars Hjortshøj ville forlade sin stilling som morgenradiovært med årets udgang for at rejse til Indien på ubestemt tid med sin familie.[kilde mangler]
Lars Hjortshøj har lagt dansk stemme til en række animationsfigurer, blandt andet kranbilen Bumle i animationsfilmen Biler.
I foråret 2009 optrådte Lars Hjortshøj med sit onemanshow Lars Hjortshøj - i virkeligheden som han turnerede med rundt omkring i landet. Fra dette show blev Lars Hjortshøjs første solo DVD af samme navn udgivet, efteråret 2009.
Lars Hjortshøj har også deltaget i Klovn, som er en sitcom med Frank Hvam og Casper Christensen.
Fra efteråret 2009 var han et fast medlem af skuespillertruppen på det direkte tv-sketch-program Live fra Bremen på TV 2.
Han forlod Live Fra Bremen i 2011. Hjortshøjs andet oneman sketchshow, fik premiere i foråret 2013.
Lars var også med i Live fra Bremen i efteråret 2012.
I september 2014 var han afløser for Anders Breinholt som ugevært i Natholdet.
I 2025 deltager han i sæson 9 af Stormester.

## Privatliv
I 2002 blev Hjortshøj gift med tv-værten Tina Bilsbo. Parret har to børn sammen. De blev skilt i 2021.
Lars Hjortshøj bor i Aarhus.[kilde mangler]

## Filmografi

### Film
- Hannibal og Jerry (1997)
- Darios Joint (1998)
- En kort en lang (2001)
- Manden bag døren (2003)
- Oh Happy Day (2004)
- Brødre (2004)
- Nynne (2005)
- Vølvens forbandelse (2008)
- Rejsen til Saturn (2008)
- Usynlige Venner (2010)
- Klovn: The Movie (2010)
- Emma og Julemanden - Jagten på Elverdronningens hjerte (2015)[4]
- Klovn Forever (2015)
- Dan-Dream (2017)
- Klovn The Final (2020)

### Tv-serier
- Safari (1996)
- Klipshow (1997)
- Casper & Mandrilaftalen (1999)
- Langt fra Las Vegas (2001-2003)
- Mit liv som Bent (2003)
- Wulffmorgenthaler (2005)
- Lærkevej (2009)
- Live fra Bremen (2010)
- Lykke (2011)
- Ludvig & Julemanden (2011, julekalender)
- Tvillingerne og Julemanden (2013, julekalender)
- Store Lars (2020)
- Sunday Sæson 1 & 4 (2019-2021)